# Volodichthys
Volodichthys — рід костистих риб родини ліпарисові (Liparidae). Рід поширений у південних морях.

## Види
Рід містить такі види:
- Volodichthys herwigi (Andriashev, 1991)
- Volodichthys parini (Andriashev & Prirodina, 1990)
- Volodichthys smirnovi (Andriashev, 1991)
- Volodichthys solovjevae Balushkin, 2012